# Duchovní

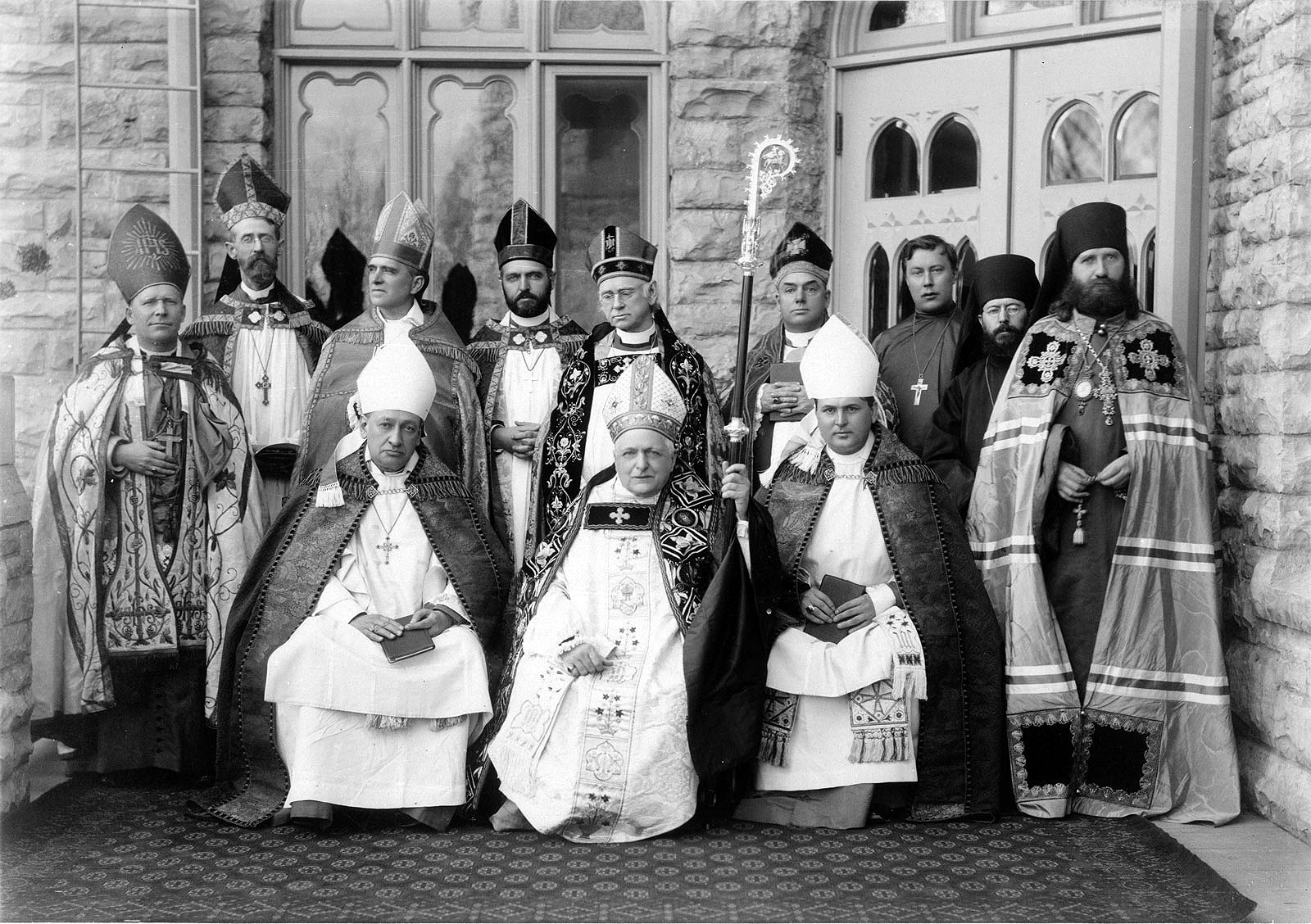
Duchovní několika konfesí

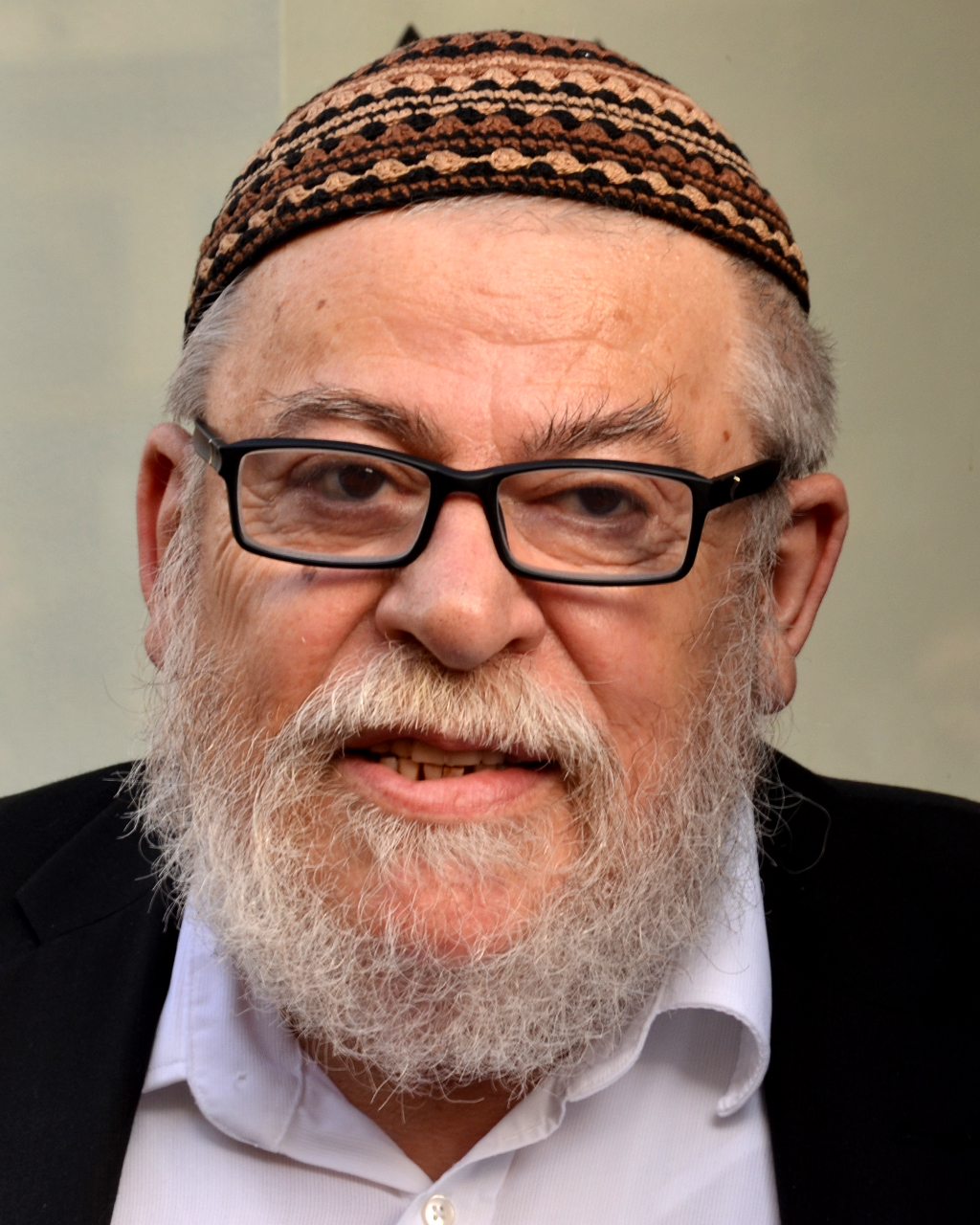
Český vrchní zemský rabín (židovský duchovní) Karol Sidon

Duchovní je obecně označení osoby, která (religionisticky viděno) je prostředníkem mezi věřícími a Bohem (což ovšem neznamená, že kontakt s Bohem nemohou věřící navázat přímo, prostřednictvím modlitby, stejně jako Bůh je může oslovit jinak než prostřednictvím duchovního). V katolické a pravoslavné církvi se duchovním (knězem) může stát pouze pokřtěný muž prostřednictvím kněžského svěcení, v evangelických církvích svěcení neprobíhá a ordinovány bývají i ženy.
Ačkoli se pojem duchovní často chápe jako synonymní k výrazu kněz (tak např. SSČ), duchovní je výraz širší. V katolictví a pravoslaví se duchovním kandidát stává už přijetím nižších svěcení, kdy ještě není knězem (presbyterem) a nemůže tedy např. udělovat svátosti.
Výraz duchovní (jakožto hyperonymum k výrazu kněz) je vhodnější použít také tam, kde by bylo užití termínu kněz neobvyklé – např. je přijatelnější věta Rabín je židovský duchovní než Rabín je židovský kněz (ač v judaismu funkce kněze existovala, je jiná než funkce rabína) nebo u kazatelů evangelických církví, které termínu kněz neužívají.

## Křesťanství
Viz též: Duchovní (křesťanství)

### Katolická církev

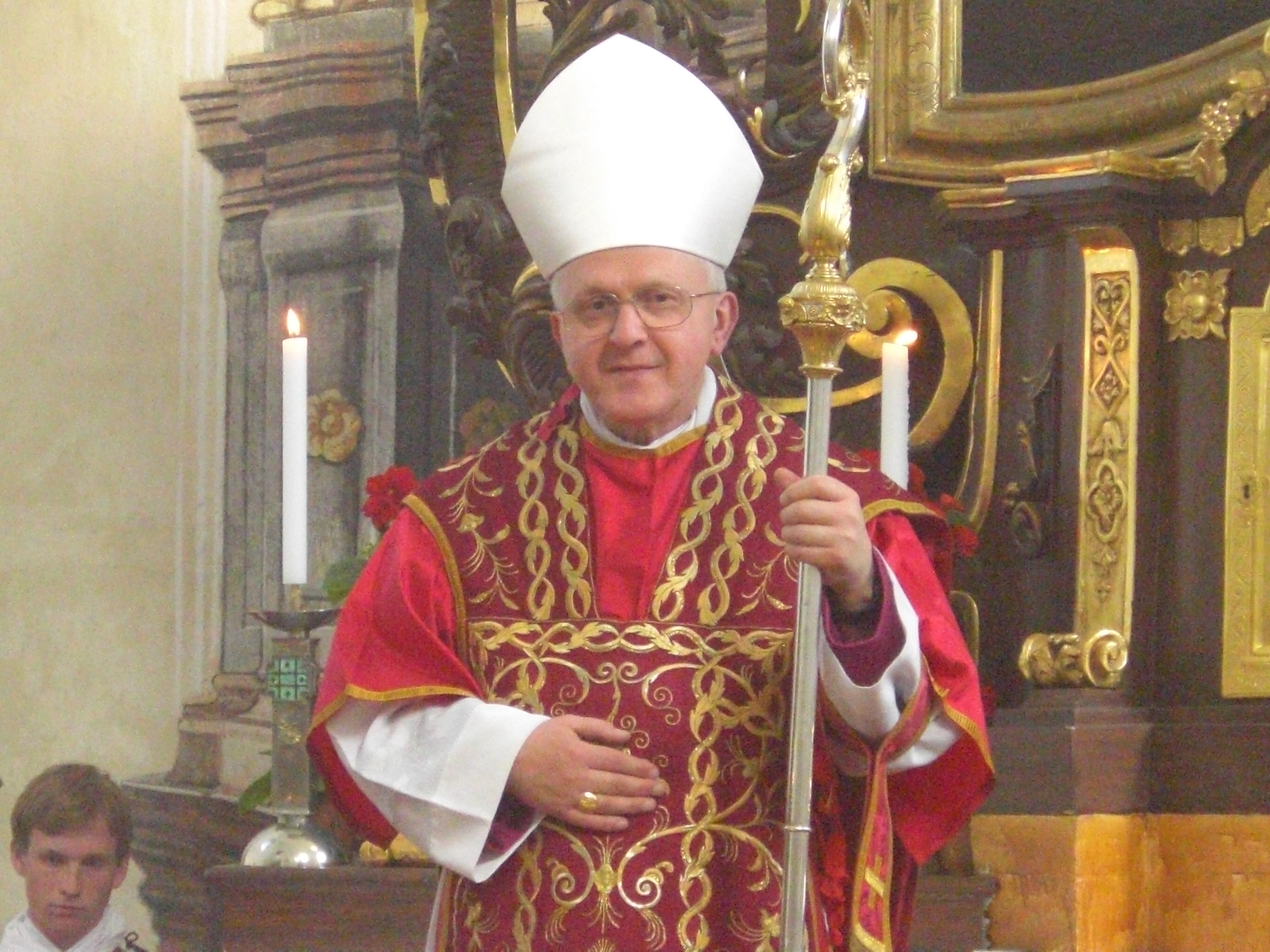
Mons. Jan Baxant, český katolický biskup litoměřický během bohoslužby s mitrou simplex

Jako duchovní bývá označován muž, jemuž byl udělen některý stupeň svěcení. Poté, co byla na základě Druhého vatikánského koncilu nižší svěcení (podjáhenství, ostiariát, lektorát, exorcistát a akolytát) v roce 1973 zrušena, zůstávají tři svěcení vyšší – diakonát (jáhenství), presbyterát (kněžství) a nejvyšší stupeň kněžství episkopát – úřad biskupa (z řec. episkopos – dohlížitel, myšleno na pořádek v oblasti mu svěřené – diecézi, ev. metropoli [arcidiecézi]).
Převor a opat (arciopat, územní opat) jsou představení klášterní komunity v klášteře či opatství. 

### Pravoslaví

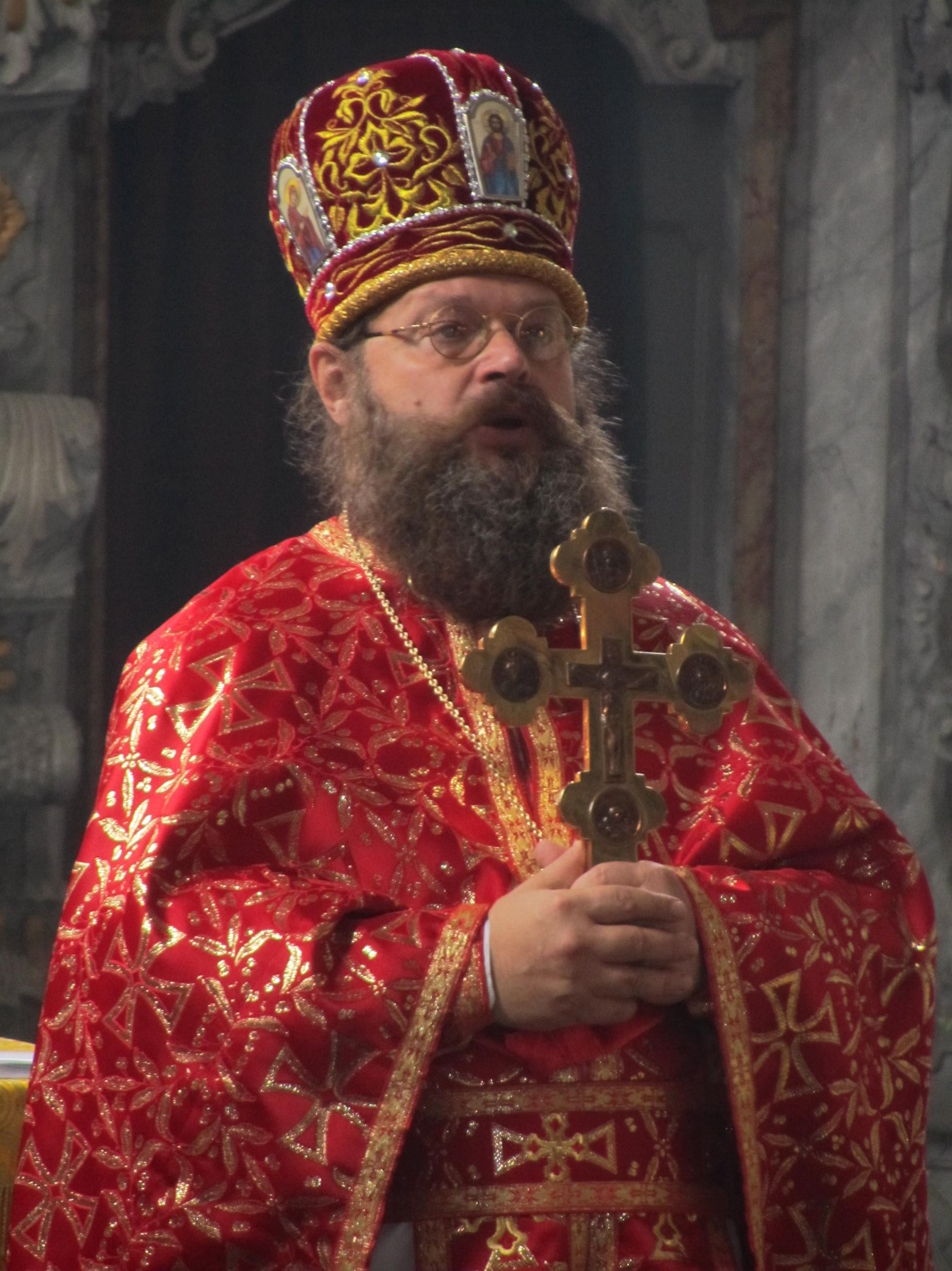
Český pravoslavný archimandrita Marek (Krupica) během bohoslužby (drží žehnací kříž řeckého stylu)

Jako duchovní bývá v pravoslaví označován muž, jemuž byl udělen některý stupeň svěcení (chirotonie). Svěcení jsou diákonské (jáhenské), kněžské a biskupské. Na služby nižší, např. na službu čtece (žalmistu) či podjáhna - hyppodiakona, je namísto svěcení prováděno postřižení.
Mnich se nazývá monach, jeromonach je mnich s kněžským svěcením. Igumen a archimandrita jsou ekvivalenty k (arci)opatovi. Biskupem se může stát pouze jeromonach.

### Klerik
Klerik (z lat. clerus, a to z řec. kléros povolání, úděl – úděl duchovních: vést lidi k spasení) je muž, jenž přijal některý z tří stupňů kněžského svěcení – diakonát (jáhenství), presbyterát (kněžství) nebo episkopát (biskupské svěcení). V praxi může tento výraz označovat:
- jáhna – kandidáta kněžství;
- příslušníka katolického duchovního stavu bez ohledu na stupeň dosaženého[5]
- bohoslovce (studujícího katolické bohoslovecké fakulty)[6]
- toho kdo obdržel od biskupa či archimandrity právo nosit kleriku (rjasu, v pravoslaví rjasofor)

Klerici (ve smyslu katoličtí či pravoslavní popř. jiní duchovní, tj. ti, kteří přijali svěcení jáhenské nebo vyšší) jako celek se označují jako klérus neboli duchovenstvo.